# Тафофилия
Тафефалията (taphe: погребение; philia: привличане) се отнася до тези, които се възбуждат от това да ги погребват живи, а дори и от самата мисъл за погребването. Практикува се най-често като човекът бива мумифициран в кожи или гума и бива временно заравян, оставен да изпита сексуална възбуда и можейки да стигне до оргазъм.